# Френклинвил (Северна Каролина)
Френклинвил (енгл. Franklinville) град је у америчкој савезној држави Северна Каролина.

## Демографија
По попису из 2010. године број становника је 1.164, што је 94 (-7,5%) становника мање него 2000. године.
| Група             | 2000.       | 2010.       |
| Белци             | 898 (71,4%) | 742 (63,7%) |
| Афроамериканци    | 127 (10,1%) | 123 (10,6%) |
| Азијати           | 7 (0,6%)    | 0 (0,0%)    |
| Хиспаноамериканци | 207 (16,5%) | 286 (24,6%) |
| Укупно            | 1.258       | 1.164       |